# Whitehorse
 For alternative betydninger, se White Horse.
Whitehorse (før 21. marts 1957: White Horse) er hovedstaden og den største by i det canadiske territorium Yukon og den største by i Canadas tre territorier. Med sine 20.461 indbyggere har byen 66 % af Yukons indbyggere.
Byen voksede op som forsyningsbase under guldfeberen i Klondike i slutningen af 1800-tallet. I 1953 blev Whitehorse Yukons hovedstad i stedet for Dawson City.